# Relier (音楽ユニット)
relier (ルリエ) は、日本の音楽ユニット。メンバーは、コンポーザーの駒木優とコンポーザーの星坂光。

## 概要
2023年5月4日より活動をスタート。『想いを結び、ココロをつなぐ。』という活動コンセプトを掲げている。
楽曲に合わせて多様なシンガーをフィーチャリングに迎え、繊細な音と柔らかなメロディーで紡ぐような壮大なバラードソングを手掛ける。
relierとして綴る想いが、リスナーと誰かを結びつけ、願いを託すように活動を続けている。

## メンバー
| 名前                      | 担当         |
| ------------------------- | ------------ |
| 駒木優 （コマキユウ）     | コンポーザー |
| 星坂光 （ホシザカヒカリ） | コンポーザー |

### フィーチャリング参加
- torry：ボーカル
- Lem：ボーカル
- 駒木優：ボーカル
- ゆるる：ボーカル
- とうめいのくに：ボーカル

## ディスコグラフィ

### デジタル配信
|      | 発売日         | タイトル         |
| ---- | -------------- | ---------------- |
| 1st  | 2023年5月4日   | 菜の花のように   |
| 2nd  | 2023年6月11日  | カナリア         |
| 3rd  | 2023年7月6日   | だきしめること。 |
| 4th  | 2023年8月20日  | 貴方の心         |
| 5th  | 2023年11月20日 | White            |
| 6th  | 2023年12月9日  | 星空を掬う       |
| 7th  | 2023年12月30日 | てのひらで咲く   |
| 8th  | 2024年3月9日   | 向日葵のような   |
| 9th  | 2024年4月13日  | 空に恋う         |
| 10th | 2024年5月18日  | ラストレター     |
| 11th | 2024年7月1日   | Starlight        |